# Chemical Society of Japan
Chemical Society of Japan (jap. 日本化学会 Nihon Kagakukai) – stowarzyszenie naukowe z siedzibą w Tokio założone w 1878 r. w celu wspierania badań w dziedzinie chemii. Jego celem jest promocja chemii w nauce i przemyśle we współpracy z krajowymi, zagranicznymi i międzynarodowymi stowarzyszeniami i instytucjami.
Towarzystwo wydaje „Bulletin of the Chemical Society of Japan”, „Chemistry Letters” i „The Chemical Record”.

## Historia
Chemical Society of Japan powstało w 1878 r. jako Chemical Society. Było wzorowane na brytyjskim Chemical Society założonym w 1841 roku. W późniejszym okresie japońskie towarzystwo zmieniło nazwę na Tokyo Chemical Society, aby wreszcie stać się Chemical Society of Japan. W 1948 r. stowarzyszenie połączyło się z Society of Chemical Industry założonym w 1898 roku. Obecnie towarzystwo ma ponad 34 tys. członków.